# Cryptophyllium celebicum
Cryptophyllium celebicum — вид насекомых семейства листотелов отряда привиденьевых. Палочники, которых разводили в террариумах любители с 1990-х годов под названием Phyllium celebicum , были обнаружены в 2009 году Фрэнком Х. Хеннеманном и др. идентифицирован как Phyllium westwoodii (действительное название Cryptophyllium westwoodii). В той же работе был выведен настоящий Cryptophyllium celebicum (тогда называвшийся Phyllium celebicum), который с тех пор также разводят в неволе.

## Внешний вид и строение
Длина тела самок от 75 до 92 миллиметров. Самцы остаются значительно меньше — около 62 миллиметров. Открас животных может варьировать от зеленого до желтого и от оранжевого до бледно-коричневого. На теле и ногах можно обнаружить более или менее интенсивные коричневые пятна или «мраморные» разводы. Как и у всех листотелов, передние крылья взрослых самок, являющиеся надкрыльями, имитируют листья, включая их жилки, что способствует идеальной мимикрии. Как и у большинства исследованных в этом отношении самок рода, у самок этого вида также имеются частично развитые перепончатые задние крылья. У Cryptophyllium celebicum они в два раза короче покрывающих их передних крыльев, а у Cryptophyllium westwoodii крылья достигают от двух третей до более чем трех четвертей длины надкрыльев. У взрослых самцов полностью развиты задние крылья, которые позволяют им совершать короткие перелеты. Более короткие передние крылья покрывают их на треть. В отличие от самцов Cryptophyllium westwoodii брюшко у них не напоминает узкий ланцет из-за примерно овальных краев брюшка, а имеет в этой области примерно параллельные края благодаря почти прямым краям пятого и шестого брюшных сегментов.

## Распространение
Этот вид встречается только на индонезийских островах Сулавеси и Пеленг. В других местах можно встретить схожие виды этого Cryptophyllium.

## Содержание в террариуме
Палочники из Таиланда разводятся с конца 1990-х годов и первоначально считались Cryptophyllium celebicum. Однако эти листотелы, внесенные в список Исследовательской группы по Привиденьевым под номером PSG 128, были опубликованы в рамках исследования, проведенного Hennemann et al. Ревизия рода, проведенная в 2009 году, определила, что это Cryptophyllium westwoodii. Таким образом, все отчеты о разведении палочников в неволе, опубликованные до 2009 года, не относятся к Cryptophyllium celebicum, а описывают содержание и разведение Cryptophyllium westwoodii. Популяция Cryptophyllium celebicum, использованная для пересмотра, восходит к животным, собранным на юге Сулавеси в 2008 году. Поскольку с тех пор эта популяция также находился в разведении и называется как Cryptophyllium celebicum, так и Cryptophyllium westwoodii, у энтузиастов часто возникают большие трудности с определением того, какой вид у них на самом деле содержится.